# Альтемпс, Маркус Ситтикус
Маркус Ситтикус фон Гогенэмс (нем. Markus Sittikus von Hohenems; 19 августа 1533, Хоэнемс, Священная Римская империя — 15 февраля 1595, Рим, Папская область) — немецкий кардинал. После переезда в Италию в 1560 году он перевёл фамилию Гогенэмпс (Hohenemps) на итальянский как Альтемпс (Altemps).

## Биография
Несмотря на немецкое происхождение, будущий прелат — второй сын суверенного правителя графства Гогенэмс в Форарльберге — принадлежал к самой верхушке «чёрной знати». Его мать Кьяра, итальянка из рода Медичи, была сестрой папы Пия IV, который в 1560 г. рукоположил племянника в епископы Кассано. Карло и Федерико Борромео приходились ему кузенами, а князья-епископы Зальцбурга 1587—1619 гг. — племянниками.
С юных лет Маркус Ситтикус предназначался родителями для военной карьеры. Вместе с братом Якобом Ганнибалом (впоследствии генералом на службе у Габсбургов) он служил под началом своего дяди, кондотьера Джан-Джакомо Медичи. В 1552 г. участвовал в осаде Меца, в 1555 г. — в осаде Сиены, отбил турецкое нападение на портовый Пьомбино. 
После избрания папой Пия IV в соответствии с традициями ватиканского непотизма Гогенэмс, не имевший богословского образования и предрасположенности к церковной карьере, получил кардинальский сан и обосновался в Риме. И Пий и его преемники ценили в Гогенэмсе талантливого дипломата; в качестве папского легата он присутствовал на Тридентском соборе.
В 1561—1589 годах занимал пост епископа Констанца.
Подобно другим кардиналам-племянникам, Гогенэмс увлекался собирательством дорогих книг и античного искусства. Свои коллекции он разместил в заброшенном дворце Джироламо Риарио на Марсовом поле, который для него обновил и расширил архитектор Мартино Лонги. С 1997 года Палаццо Альтемпс занимает Национальный музей Рима. Во Фраскати кардинал выстроил виллу Мондрагоне.
Альтемпс завещал быть похороненным в заложенной им фамильной капелле при церкви Санта-Мария-ин-Трастевере. Позаботился он и о судьбе своего потомства. Его незаконорожденный сын Роберто получил титул герцога Галлезе и женился на Корнелии Орсини. В 1586 г. папа Сикст V распорядился казнить его за распутство. Внучка Роберто, последняя из итальянских Альтемпсов, вышла замуж за эпонима виллы Ланте — герцога Бомарцо из рода Ланте-Делла Ровере, который и унаследовал имущество кардинала.